# Hongaars-Roemeense Oorlog
De Hongaars-Roemeense Oorlog was een militaire uitloper van de Eerste Wereldoorlog, te vergelijken met de Pools-Oekraïense Oorlog en de Pools-Russische Oorlog. Het was een conflict tussen de Hongaarse Radenrepubliek en het Koninkrijk Roemenië, waarbij beide partijen aanspraak maakten op de door hun bevolkingsgroepen bewoonde gebieden van het voormalige Oostenrijk-Hongarije. Ook bolsjewistisch Rusland en Tsjecho-Slowakije waren bij dit conflict betrokken.
Toen de Eerste Wereldoorlog in november 1918 beëindigd was in West-Europa, bezette het Roemeense leger de gebieden die tot Hongarije behoorden, maar demografisch door een Roemeense meerderheid waren bevolkt. Sinds april 1919 probeerde de in Hongarije opgerichte radenrepubliek een territoriaal status-quo te bewaren.
De Hongaars-Roemeense Oorlog eindigde in augustus 1919 met het binnenvallen van de Roemeense troepen in de Hongaarse hoofdstad Boedapest en de ontbinding van de Hongaarse Radenrepubliek, die plaats maakte voor de Hongaarse Republiek en vervolgens het Koninkrijk Hongarije. In juni 1920 werden met het Verdrag van Trianon de gebieden met een Roemeense meerderheid definitief aan Roemenië toegekend.

## Achtergrond

### Hongarije

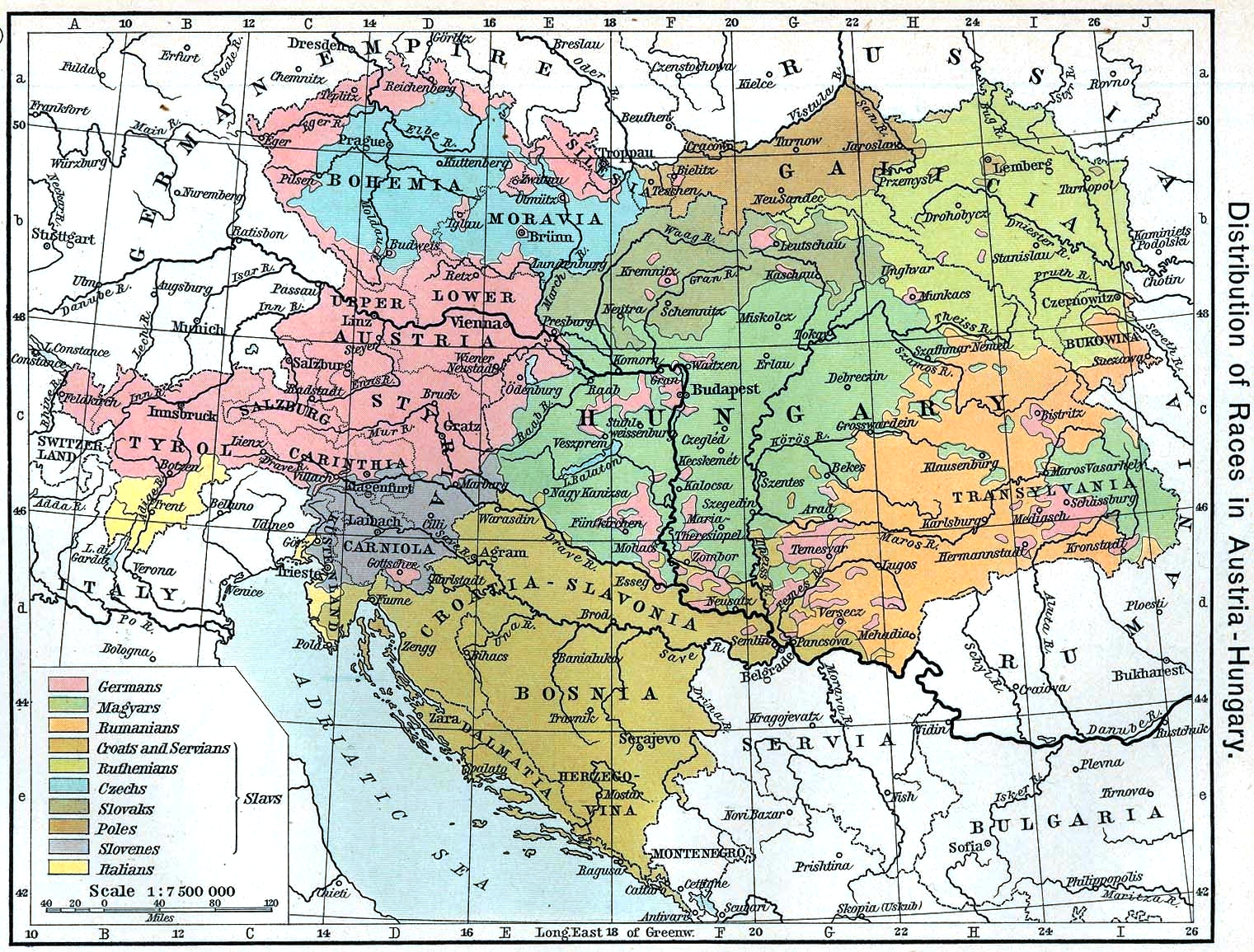
Volkeren van Oostenrijk-Hongarije in 1911

Sinds de Ausgleich van 1867 was Oostenrijk-Hongarije een dubbelmonarchie, waarbinnen het Koninkrijk Hongarije een zekere autonomie genoot. De keizer van Oostenrijk stond hierbij als koning aan het hoofd van de Hongaarse deelstaat. Naast een etnisch-Hongaars kerngebied omvatte het Hongaarse rijksdeel ook gebieden met een meerderheid van andere minderheden, zoals in Opper-Hongarije, Kroatië, het Banaat en Zevenburgen, waarbij de Hongaren ongeveer de helft van de bevolking uitmaakten.
Tijdens de Eerste Wereldoorlog vocht Oostenrijk-Hongarije tegen het Keizerrijk Rusland, Italië, Servië en Roemenië en was het militair afhankelijk van de steun van zijn bondgenoot Duitsland. Met de nederlaag van de centrale mogendheden in 1918 viel ook Oostenrijk-Hongarije uiteen. Na de Asterrevolutie werd Hongarije in datzelfde jaar volledig onafhankelijk van Oostenrijk. Aan het hoofd van de nieuwe republiek stond een liberale regering onder leiding van Mihály Károlyi.

### Roemenië
Tussen 1859 en 1881 vormde zich een Roemeense natiestaat, die later als het Oude Koninkrijk werd aangeduid. Dit koninkrijk bestond aanvankelijk slechts uit de voormalige vorstendommen Moldavië en Walachije, terwijl het derde grote vorstendom dat door Roemenen werd bewoond, Zevenburgen, tot Oostenrijk-Hongarije behoorde. Bij het uitbreken van de Eerste Wereldoorlog in 1914 bleef Roemenië eerst neutraal, maar in augustus 1916 sloot het zich alsnog aan bij de Entente met het Verdrag van Boekarest. In dit verdrag werden Roemenië in ruil voor zijn deelname aan de oorlog alle gebieden met een Roemeense meerderheid binnen de grenzen van Oostenrijk-Hongarije beloofd.
Voor de Roemenen verliep de Eerste Wereldoorlog niet meteen succesvol. Hoewel Roemenië tijdens de oorlog delen van Zevenburgen veroverde, verloor het deze gebieden samen met Walachije en de Dobroedzja na een aanval van de centrale mogendheden. In januari 1917 bestond Roemenië enkel nog uit Moldavië, dat met behulp van bondgenoot Rusland behouden kon blijven. In de nasleep van de Oktoberrevolutie trok Rusland zich terug uit de oorlog, hetgeen werd bezegeld in de Vrede van Brest-Litovsk. Toen Roemenië hierna op zichzelf was aangewezen, sloot het al in december 1917 de Wapenstilstand van Focșani met de centrale mogendheden. Roemenië maakte in april 1918 gebruik van de Russische Burgeroorlog om Bessarabië, met een bevolking die voor de meerderheid uit Roemenen bestond, aan haar grondgebied toe te voegen. In mei dat jaar ondertekende het land onder druk van de centrale mogendheden de Vrede van Boekarest van 1918, die territoriale verliezen inhield, maar dankzij de overwinning van de geallieerden niet tot uitvoer werd gebracht.

## Verloop

### Aanhechting van Zevenburgen bij Roemenië

Hongarije en Roemenië vóór 1918 en de grenzen vanaf 1920

Het Roemeense leger was volgens de Vrede van Boekarest van mei 1918 deels gedemobiliseerd. Door de nederlagen van de centrale mogendheden bood zich een half jaar later echter een gelegenheid aan tot de aanwinst van de door Roemenen bevolkte gebieden van Oostenrijk-Hongarije. Een dag voor het einde van de Eerste Wereldoorlog in West-Europa, op 10 november 1918, verklaarde Roemenië zijn nieuwe deelname aan de oorlog. Het oostelijke opperbevel van de geallieerden onder leiding van generaal Louis Franchet d'Espérey tekende een voorlopige demarcatielijn uit in het oosten van het voormalige Koninkrijk Hongarije: aan Roemenië zouden volgens deze demarcatielijn Zevenburgen tot aan de Mureș toebehoren, aan Servië de Banaat, terwijl Noord-Transsylvanië, Crișana en Maramureș tot nader order tot Hongarije zouden blijven behoren.
Vanaf 12 november stootten Roemeense troepen door naar Zevenburgen. In de Boekovina stuitten de troepen op minder weerstand, en al op 28 november stemde dit gebied vóór aansluiting bij Roemenië. Op 1 december 1918 aanvaardden ook Zevenburgen, de Banaat, Crișana en Maramureș voor aanhechting bij Roemenië. Dit leidde bijgevolg tot de met de geallieerden afgesproken uitbreiding van het Roemeense grondgebied tot heel Zevenburgen. Tot 22 januari 1919 bezette het Roemeense leger het gebied tot aan het Apusenigebergte.

### Uitroeping van de Hongaarse Radenrepubliek

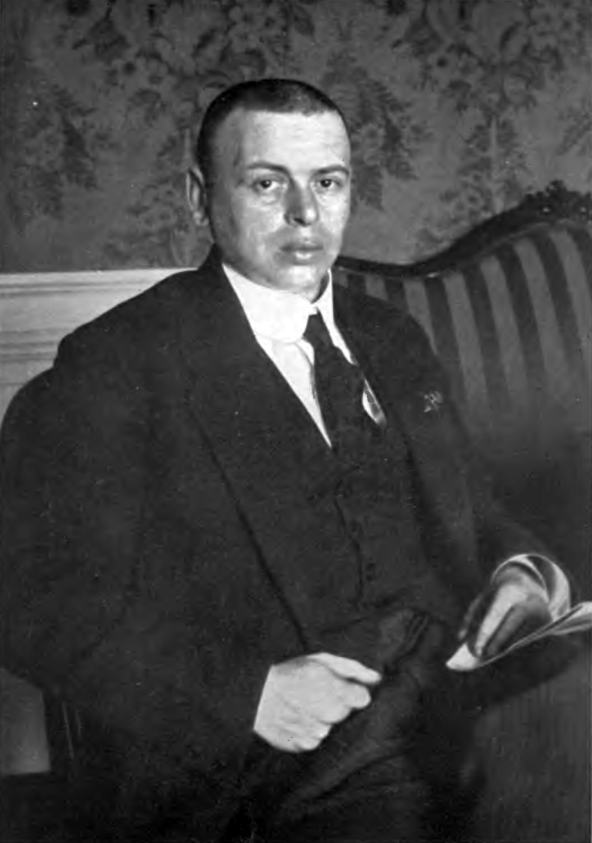
Béla Kun, de leider van de Hongaarse Radenrepubliek

De overblijvende Hongaarse troepen moesten zich onder politieke druk van de geallieerden terugtrekken naar Crișana, terwijl de Banaat door de Serven bezet bleef. Het nieuw gevormde Tsjecho-Slowakije bezette het voormalige Opper-Hongarije. De geallieerden konden het echter niet eens worden over de grenzen in Zuidoost-Europa. Het Verenigd Koninkrijk wilde een zeker machtsevenwicht, terwijl Frankrijk pleitte voor een duidelijke versterking van haar eigen bondgenoten tegenover hun tegenstanders in de Eerste Wereldoorlog. Hongarije moest daarbij de territoriale verliezen ïn het voordeel van Roemenië, Servië en Tsjecho-Slowakije slikken.
Op 20 maart 1919 deelden de geallieerden de Hongaarse regering mee, dat ook het gebied ten oosten van de as Oradea-Arad aan Roemenië moest toebehoren. De liberale Hongaarse regering onder leiding van Mihály Károlyi had door alle territoriale verliezen tot dan toe enorm aan populariteit ingeboet in eigen land en viel bijgevolg op 21 maart. Hierna kwamen de Hongaarse communisten  onder leiding van Béla Kun aan de macht. Deze riep de Hongaarse Radenrepubliek uit en beloofde de oude grenzen weer in ere te herstellen.

### Strijd om Zevenburgen enCrișana
Onderhandelingen tussen Kun en de overwinnaars van de Eerste Wereldoorlog over de toekomstige grenzen van Hongarije mislukten. Als reactie hierop versterkte de communistische regering het leger en zette in op een militaire oplossing. Dit deed ook de Roemeense regering, die door een militaire overwinning haar politieke doel wilde bereiken. Het Roemeense leger rekruteerde specifiek soldaten in nieuw aangesloten gebieden. Hongarije van zijn kant hoopte ook op een ingrijpen vanuit Moskou, dat wel troepen had laten oprukken naar de Roemeense grens, maar enkel met het doel Bessarabië te veroveren. Hierdoor bevond Roemenië zich wel in een tweefrontenoorlog en moest het een deel van zijn leger in Bessarabië stationeren.
Daar waar er voorheen enkel sprake was van schermutselingen, begon nu de eigenlijke oorlog tussen Hongarije en Roemenië. Beide legers troffen elkaar in de bergen van West-Zevenburgen. De Roemenen slaagden er op 19 april in de Hongaarse linies te doorbreken, waarna ze Crișana onder hun gezag brachten. Ze hielden zich echter niet aan de door de geallieerden uitgetekende demarcatielijn en drongen verder door naar het westen naar gebieden met een overwegend Hongaarse bevolking. Het Hongaarse leger stelde hierop een nieuwe verdedigingslinie op de as Nyíregyháza-Debrecen-Békéscsaba op, die echter ook doorbroken werd. Op 1 mei 1919 hadden de Roemenen alle Hongaarse gebieden ten oosten van de Tisza veroverd.

### Uitbreiding van de oorlog naar Slovakije en Bessarabië
Servië had zich tijdens de vijandelijkheden tussen Roemenië en Hongarije afzijdig gehouden. Tsjecho-Slowakije daarentegen had gebruik gemaakt van haar gunstige militaire situatie en had ook delen van Karpato-Roethenië veroverd en was zelfs in het noorden van het huide Hongarije binnengerukt.
Desalniettemin verbeterde de strategische situatie van Hongarije sinds begin mei 1919, aangezien Rusland alsnog intervenieerde. De Roemeense aanhechting van Bessarabië was immers nog niet erkend door bolsjewistisch Rusland. Door de burgeroorlog in eigen land konden de Russen echter weinig troepen ter beschikking stellen. Een eerste significante militaire actie was de kortstondige verovering van de stad Chotyn eind januari 1919, waarbij de Russen zich onder Roemeense druk weliswaar moesten terugtrekken achter de Dnjestr. Na de Roemeense opmars bij de Tisza dreef Rusland zijn aanvallen in Bessarabië op.
Vervolgens sloten Hongarije en Roemenië een wapenstilstand. De Hongaarse communisten hadden tijd nodig om hun Rode Leger te reorganiseren, terwijl de Roemenen hun troepen van de Tisza naar de Dnjestr verplaatsten, om de nodige weerstand te kunnen bieden aan Rusland. Hoewel de Russische aanvallen op Bessarabië weinig terrioriale verandering teweeg brachten, waren hun invloed op de Hongaars-Roemeense Oorlog niet te verwaarlozen, aangezien een deel van de Roemeense troepen hierdoor aan het oostelijke front moest blijven.

### Internationaal overleg

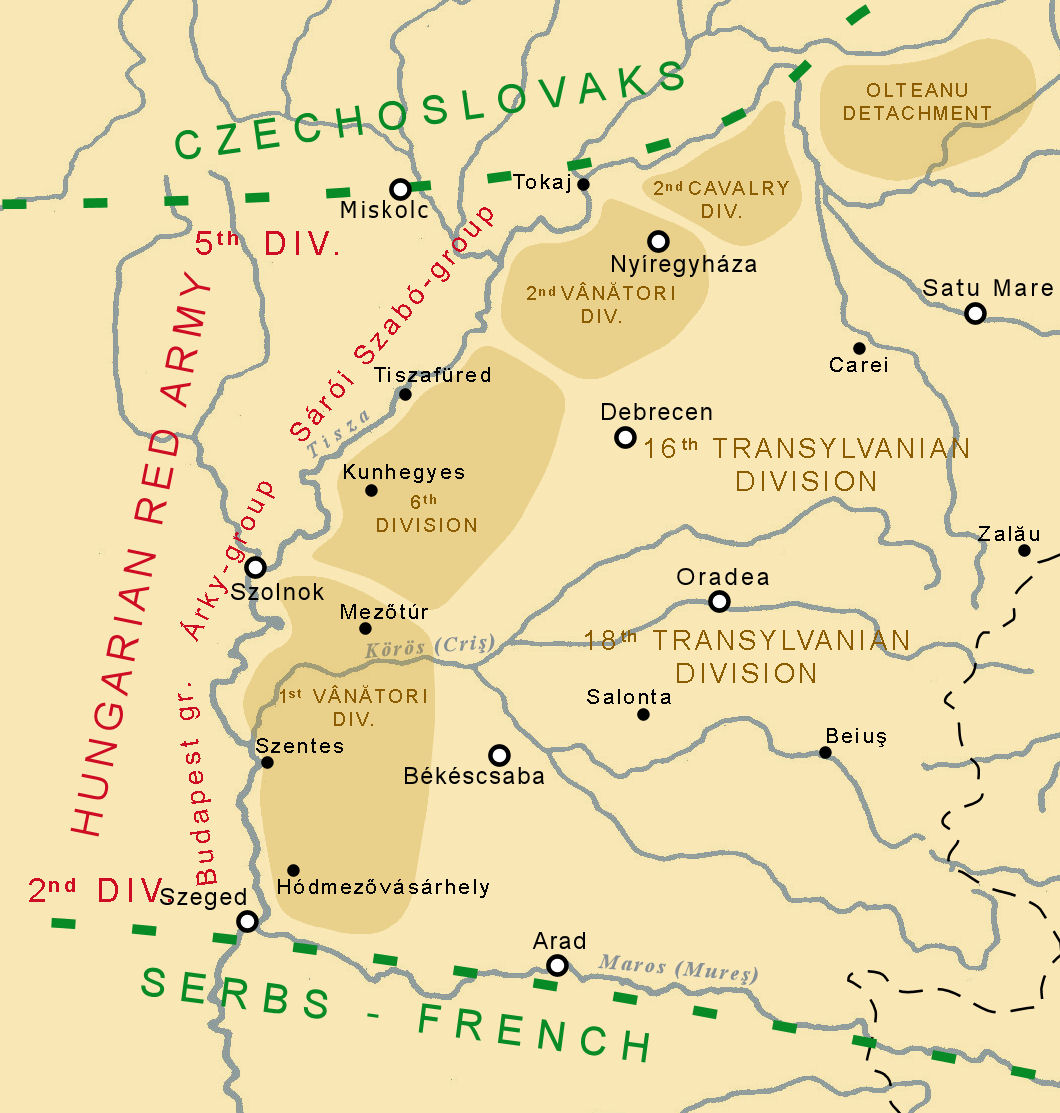
Frontlinie tussen de Hongaarse en Roemeense troepen op 3 mei 1919

De wapenstilstand met Roemenië zorgde voor extra onderhandelingsmarge voor de Hongaarse regering. Aan het Hongaarse noordfront hadden de Tsjecho-Slowaken met Slovakije een gebied onder controle, waarvan delen door een Hongaarse meerderheid werden bewoond. Vanaf 20 mei 1919 bracht Hongarije zuidelijk Slovakije opnieuw onder zijn controle en richtte daar de Slovaakse Radenrepubliek op. Een Roemeense afleidingsaanval mislukte. Hierdoor slaagde Hongarije er niet alleen in de militaire schakel tussen Tsjecho-Slowakije en Roemenië te doorbreken, maar ook zijn binnenlandse aanzien als verdediger van zijn territoriale integriteit op te krikken.
Midden juni bemiddelden de geallieerden een wapenstilstand tussen beide oorlogspartijen. De overeenkomst voorzag dat het Roemeense leger zich achter de as Oradea-Arad zou terugtrekken indien Hongarije het Tsjecho-Slowaakse grondgebied zou verlaten. De Hongaarse regering ging met deze voorwaarde akkoord, aangezien ze een gecoördineerde aanval van haar tegenstanders vreesde en daarenboven op een tegemoetkoming bij het uittekenen van de toekomstige grenzen hoopte. De Roemeense regering verklaarde echter dat ze zich enkel aan hun deel van de overeenkomst ging houden op voorwaarde van een volledige demobilisering van het Hongaarse leger. Hongarije brak hierom de onderhandelingen af.
Tot dan was Frankrijk de enige geallieerde macht die zich als tegenstander van de Hongaarse Radenrepubliek had uitgesproken. Het Verenigd Koninkrijk en de Verenigde Staten daarentegen bepleitten een oplossing met wederzijdse instemming, om op die manier de handen vrij te hebben voor een eventuele nieuwe oorlog tegen Duitsland. De focus hierop van de twee grootmachten verminderde echter na Duitsland ondertekening van het Verdrag van Versailles  op 28 juni 1919, waardoor Frankrijk voortaan over de politiek in de regio besliste en een militair optreden van Roemenië tegen de Hongaarse Radenrepubliek ondersteunde.

### Strijd aan de Tisza

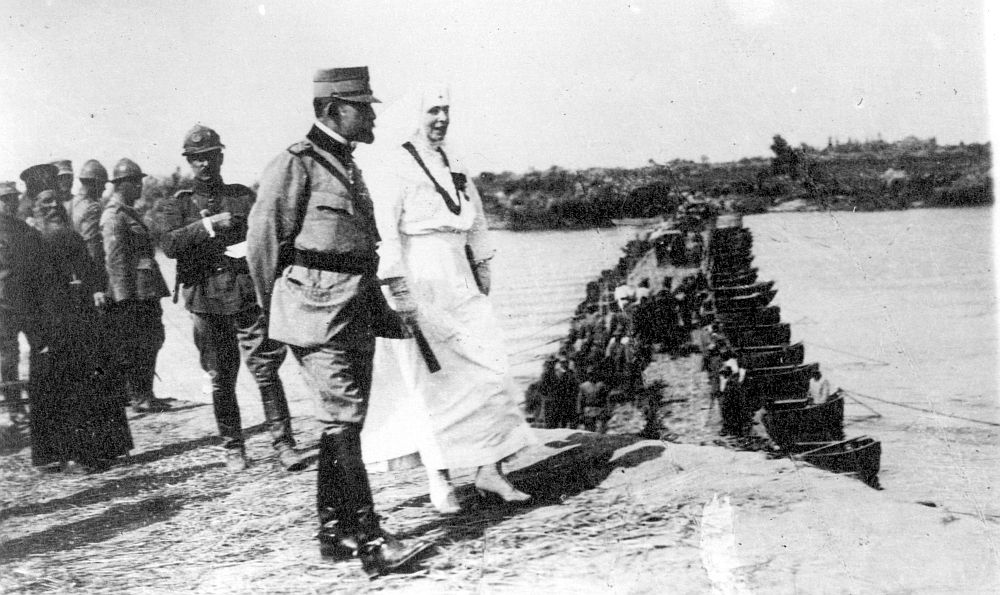
Roemeense troepen trekken de Tisza over in aanwezigheid van koning Ferdinand en koningin Marie

Gezien de afkeurende diplomatieke houding van zijn buurlanden, greep Hongarije terug naar een militaire politiek. Op 17 juli 1919 vielen Hongaarse troepen op verschillende plaatsen het 250 kilometer lange Tisza-front aan. Daar waar bij de gevechten in Bessarabië destijds slechts enkele honderen strijders ingezet werden, stonden nu aanzienlijk grotere legers tegenover elkaar: beide kanten beschikten over ongeveer 50.000 grondtroepen. Toch kon Roemenië op een beduidend grotere cavalerie (12.000) rekenen dan Hongarije (minder dan 1.500). De Roemenen beschikten met 69 tegenover 80 dan wel over een iets kleinere artillerie.
Na meerdaagse bombardementen staken de Hongaarse troepen op 20 juli de Tisza op drie verschillende plekken over. Ze veroverden enkele dorpen, maar konden de Roemeense verdedigingslinie niet doorbreken. De Roemeense tegenaanval dwong tegen 26 juli alle Hongaarse manschappen terug over de rivier.

### Verovering van Boedapest

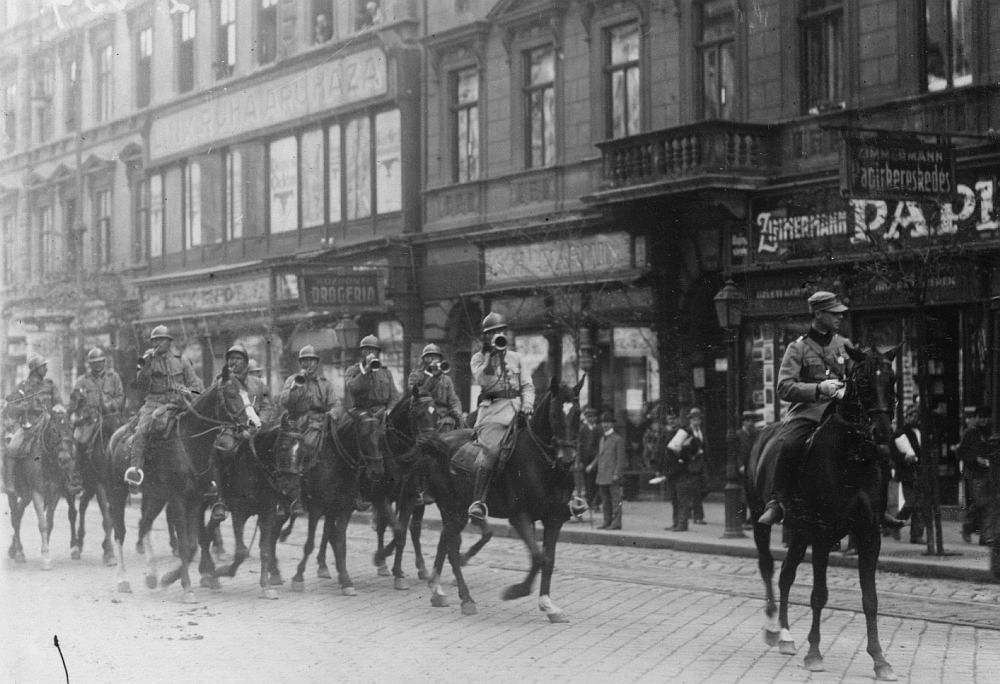
Intocht van de Roemeense cavalerie in Boedapest, augustus 1919

De Roemenen verplaatsten na hun overwinning aan de Tisza troepen uit Bessarabië naar het westen. Na dagenlange gevechten staken ze op 30 juli 1919 de rivier over en vatten post aan de westelijke oever van de Tisza. Hierop nam het Hongaarse leger stelling in voor de hoofdstad Boedapest. Op 1 augustus 1919 capituleerden de zuidelijke Hongaarse troepen bij Szolnok. Béla Kun verdween vervolgens via Oostenrijk naar Rusland. Tegen 3 augustus werden ook het noordelijke troepen door de Roemenen omsingeld en tot capitulatie gedwongen. Het Roemeense leger trok aansluitend Boedapest binnen en kort nadien ook Győr, waar ze hun opmars beëindigden.
De val van de Hongaarse hoofdstad betekende enerzijds het einde van de radenrepubliek en anderzijds de militaire overwinning van het Roemeense leger, dat vervolgens - op het zuidwesten van het land na - zo goed als heel Hongarije onder zijn gezag bracht. In de streek rond Szeged voerden namelijk - met instemming van Roemenië - Hongaarse troepen onder leiding van de conservatieve admiraal Miklós Horthy het commando. Pas in november 1919 verliet het Roemeense leger Boedapest, en de andere gebieden van Hongarije pas tussen 14 februari en 28 maart 1920, waarbij het oorlogsbelastingen inde.

## Gevolgen

### Hongarije

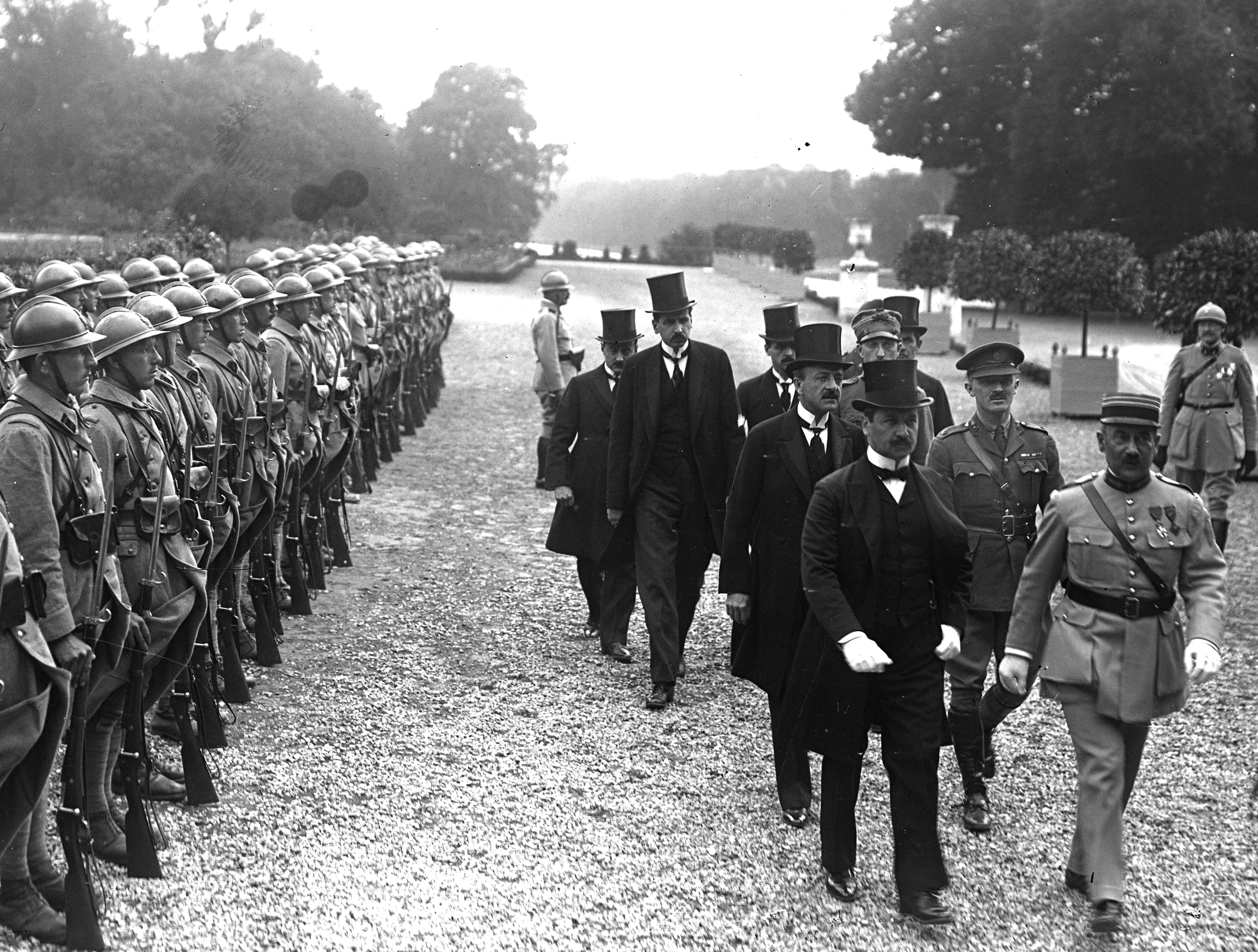
Aankomst van de twee Hongaarse ondertekenaars bij de ondertekening van het Verdrag van Trianon op 4 juni 1920 op het Groot Trianon. Ágost Benárd (vooraan in cilinderhoed) en Alfréd Drasche-Lázár (daarachter).

Na het einde van de Hongaarse Radenrepubliek trachtte aartshertog Jozef August van Oostenrijk een nieuwe regering te vormen in Hongarije. Hij slaagde hier echter niet in, aangezien de geallieerden geen Habsburger aan het hoofd van de Hongaarse staat wilden. Op 16 november 1919 trok admiraal Horthy met de troepen van zijn Nationaal Leger Boedapest binnen en werd op 1 maart 1920 het de facto-staatshoofd van Hongarije. Op vlak van binnenlandse politiek was deze verantwoordelijk voor een vervolging, de zogenaamde "Witte Terreur", van Hongaarse communisten en joden, die voor de oprichting van de radenrepubliek verantwoordelijk werden gesteld.
Op vlak van buitenlandse politiek verloor Hongarije door toedoen van zijn nederlagen alle onderhandelingsmarge en aanvaardde op 4 juni 1920 de in het Verdrag van Trianon door de geallieerden bepaalde voorwaarden. In het noorden verloor het Slovakije en Karpato-Oekraïne aan Tsjecho-Slowakije, in het oosten Zevenburgen, Crișana, Maramureș en het oostelijke Banaat aan Roemenië en in het zuiden Kroatië en het westelijke Banaat aan het nieuwe Koninkrijk Joegoslavië. Hiermee moest Hongarije instemmen met het verlies van ongeveer twee derde van zijn grondgebied en bevolking. Als reactie hierop ontstond in Hongarije een revisionistische beweging, die ervoor pleitte de oude grenzen in ere te herstellen.

### Roemenië
Roemenië had na de Hongaars-Roemeense Oorlog haar doelen van tijdens de Eerste Wereldoorlog bereikt. Niet alleen had het de in 1916 in het Verdrag van Boekarest beloofde Oostenrijks-Hongaarse gebied gewonnen, maar met Bessarabië ook een gebied dat voorheen behoorde tot het grondgebied van zijn voormalige bondgenoot Rusland. Op deze manier waren in 1920 alle gebieden met een Roemeense meerderheid tot Groot-Roemenië gaan behoren. Toch leefden in deze tot voor kort etnisch homogene natiestaat ook significante groepen minderheden. De grootste minderheid, de Hongaren, vormde in het Szeklerland en sommige grensgebieden zelfs de meerderheid van de bevolking. Het Verdrag van Trianon had het grondgebied van Roemenië verdubbeld, zijn bevolking doen stijgen van 7,2 tot 18 miljoen inwoners en het aandeel van de minderheden van 8 naar 30 procent van de totale bevolking.
Op vlak van buitenlandse politiek bevond Roemenië zich na 1920 in een precaire situatie, aangezien het op drie fronten te maken had met revisionistische buurlanden. Naast Rusland en Hongarije had Roemenië namelijk ook Bulgarije tot vijand gemaakt, nadat het na de Tweede Balkanoorlog in 1913 de zuidelijke Dobroedzja had geannexeerd en deze ook na de Eerste Wereldoorlog bij haar grondgebied kon behouden. Nadat de positie van Roemenië in binnen- en buitenland in de loop van de jaren '30 erop was achteruitgegaan, moest het tussen 1940 en 1948 een deel van zijn aanwinsten terug opgeven. Zo verloor het voorgoed Bessarabië, de noordelijke Boekovina en de zuidelijke Dobroedzja. In dezelfde periode kreeg Hongarije na de Tweede Scheidsrechterlijke Uitspraak van Wenen Noord-Transsylvanië weer terug, wat het echter na de Tweede Wereldoorlog weer aan Roemenië verloor.